# Запис Милетића орах (Забрега)
Запис Милетића орах (Забрега) се налази на парцели чији је власник Милетић Планинка.

## Локација
| Општина             | Параћин                                                                     |
| Катастарска општина | Забрега                                                                     |
| Потес               | Шумица                                                                      |
| Координате          | 43° 55′ 26″ С; 21° 30′ 37″ И / 43.923999999999999° С; 21.510300000000001° И |
| Надморска висина    | 285m                                                                        |

## Карактеристике
Дендрометријске вредности утврђене на терену и сателитским снимцима:
| Стабло                     | Орах |
| Висина стабла              | m    |
| Обим дебла                 | m    |
| Пречник крошње             | 8m   |
| Пречник дебла              | m    |
| Висина дебла до прве гране | m    |

## База записа
Запис је у оквиру Викимедија пројекта "Запис - Свето дрво" заведен под редним бројем 1037.